# Fantasy: Mariah Carey at Madison Square Garden
Fantasy: Mariah Carey at Madison Square Garden – czwarte DVD Mariah Carey. Nagrany jest na nim występ wokalistki z 10 października 1995. Pierwszy raz zostało wydane na kasecie wideo 4 marca 1996.
Pierwotnie pokazane w stacji Fox w 1995, wideo pokazuje Carey promującą i świętującą wydanie czwartego albumu studyjnego Daydream, oraz przygotowania do jej 1996 Daydream World Tour. Carey zaśpiewała 5 piosenek z Daydream- "Fantasy", "One Sweet Day", "Always Be My Baby", "Open Arms" i "Forever" oraz sześć starszych hitów: "Vision of Love", "Make It Happen", "I'll Be There", "Dreamlover", "Hero" i "Without You".
Wydanie na DVD zawiera dwa bonusowe teledyski i koncertowe wersje kilku piosenek, które później pojawiły się jako single promocyjne/komercyjne.

## Lista utworów
1. "Fantasy"
2. "Make It Happen"
3. "Open Arms"
4. "Dreamlover"
5. "Without You"
6. "One Sweet Day"
7. "I'll Be There"
8. "Hero"
9. "Always Be My Baby"
10. "Forever"
11. "Vision of Love" / "Fantasy" (Bad Boy Remix) (Outro)
12. "One Sweet Day" (Music Video)
13. "Anytime You Need a Friend (C&C Video Edit)" (Music Video)